# النظرات
 النظرات  كتاب قصصي أدبي للأديب المصري مصطفى لطفي المنفلوطي، وهو كاتب ومؤلف نابغ في الإنشاء والأدب العربي، أنفرد بأسلوب نقي في مقالاته،
ويتألف كتابه النظرات من ثلاثة أجزاء. يضم مجموعة من مقالات في الأدب الاجتماعي، والنقد، والسياسة، والإسلاميات، وأيضاً مجموعة من القصص القصيرة الموضوعة أو المنقولة، جميعها كانت قد نشرت في الصحف، وقد بدأ كتابتها منذ عام 1907 في بعض الصحف المحلية. عرف مصطفى لطفي المنفلوطي باسلوبه السهل والبسيط حيث انه يقص علينا قصص بها كلمات سهلة الفهم وايضا هدافة كقصة اليتيم من كتاب العبرات

## المقدمة
عمد الكاتب إلى كتابة مقدمة طويلة يسرد بها طريقته للكتابة، ثم حياته من الصغر ورحلته الأدبية مصوراً للناس نظرته للأدب والأديب وما يعجبه وما يسوءه. ويذكر للقراء لماذا غلب عليه طابع القصص الحزينة والكئيبة في جُل كتاباته، ويسترسل ويصف شعوره الأدبي وتأثره بالأدب والقصة. ثم أختتم مقدمته بالأشياء التي أعانته وجعلت منه أديباً قادراً على الكتابة.

## طبيعة الكتاب
قد يكون الكاتب عباس محمود العقاد قد أجاد في التعبير عندما وصف المنفلوطي بأبي المساكين والبائسين! لأن الكتاب بمجمله عبارة عن قصص أغلبها حزينة ومريرة بأسلوب أدبي نقي وجميل، يحاول فيه الكاتب تجسيد قصص أناس بسطاء يعانون ويكابدون في الحياة أنواع مختلفة من البؤس والهموم. وأغلب أفكار القصص كانت بسيطة المعنى وجميلة المفردات كما هو اسلوب المنفلوطي المعروف فكانت أفكار القصص لا تذهب بعيداً عن يتيم مات أبواه وما أن أصبح وحيداً تحول أقرباه إلى أعداء يريدون تركة أبيه ويريدون استعباده! أو كقصة سجين مظلوم في غياهب السجون ليس لزوجته المريضة وابنائه الصغار سواه، وتطول القصص المأساوية التي يسردها الكاتب بأسلوب أدبي. وأيضاً يشمل الكتاب بعض المقالات الاجتماعية والإسلامية حيث يصوغها بنفس الاسلوب الأدبي القصصي والتي تناقش بعض المفاهيم والاعتقادات.

## نقد الكتاب
- الكتاب مكتوب بأسلوب أدبي صرف، ويلاحظ عليه التكلف الشديد في انتقاء المفردات.
- غلب على الكتاب استخدام أسلوب المُخاطِب والذي يعبر عن الكاتب نفسه.
- تم نشر الكتاب مع العبرات، وفي سبيل التاج، والشاعر، والفضيلة، وماجدولين، ككتاب موحد باسم الأعمال الكاملة.

## وصلات خارجية
- كتاب النظرات على موقع مؤسسة هنداوي للتعليم والثقافة